# Haldun Taner
Haldun Taner (n. 16 martie, 1915 – d. 7 mai, 1986) a fost un dramaturg turc.

## Biografie
Haldun Taner s-a născut pe 16 martie 1915 în Istanbul. După absolvirea liceului Galatasarai în 1935, a studiat științe politice și economie la Universitatea din Heidelberg din Germania, până când o problemă gravă de sănătate l-a obligat să se întoarcă în Turcia, unde a absolvit Facultatea de Literatură și Lingvistică Germană în 1950. De asemenea, a studiat teatrul și filosofia la Universitatea din Viena între 1955 și 1957 sub conducerea lui Heinz Kindermann (1894–1985), profesor austriac de teatru și literatură.
Taner a scris un număr mare de povești, în general, umoristice; eseuri, rubrici de ziare, scrieri de călătorie și piese de teatru. A primit premii importante, printre care Premiul I al Concursului de Poveste New York Herald Tribune (1954), Premiul Sait Faik  (1954), premiat în cadrul Festivalului internațional al umorului din Bordighera (1969), etc. Cea mai populară este Keșanlı Ali Destanı (Epopeea lui Ali din Keshan). Poveștile sale au fost traduse în germană, franceză, engleză, rusă, greacă, slovenă, suedeză și ebraică.
Taner a influențat teatrul turcesc prin crearea Teatrului Haldun Taner, numit după școala de teatru în stil cabaret. În 1967, împreună cu Metin Akpınar, Zeki Alasya și Ahmet Gülhan, a fondat Teatrul Devekuşu Kabere. A educat și a lucrat cu mulți actori și regizori.

## Deces
Haldun Taner a murit de infarct miocardic pe 7 mai 1986 în Istanbul. A fost înmormântat la Cimitirul Küplüce pe 9 mai 1986.